# Damien Ricour
Pour les articles homonymes, voir Ricour.
Damien Ricour, né le 26 octobre 1972 et mort le 30 décembre 2016, est un comédien et metteur en scène français.

## Biographie

### Jeunesse et formation

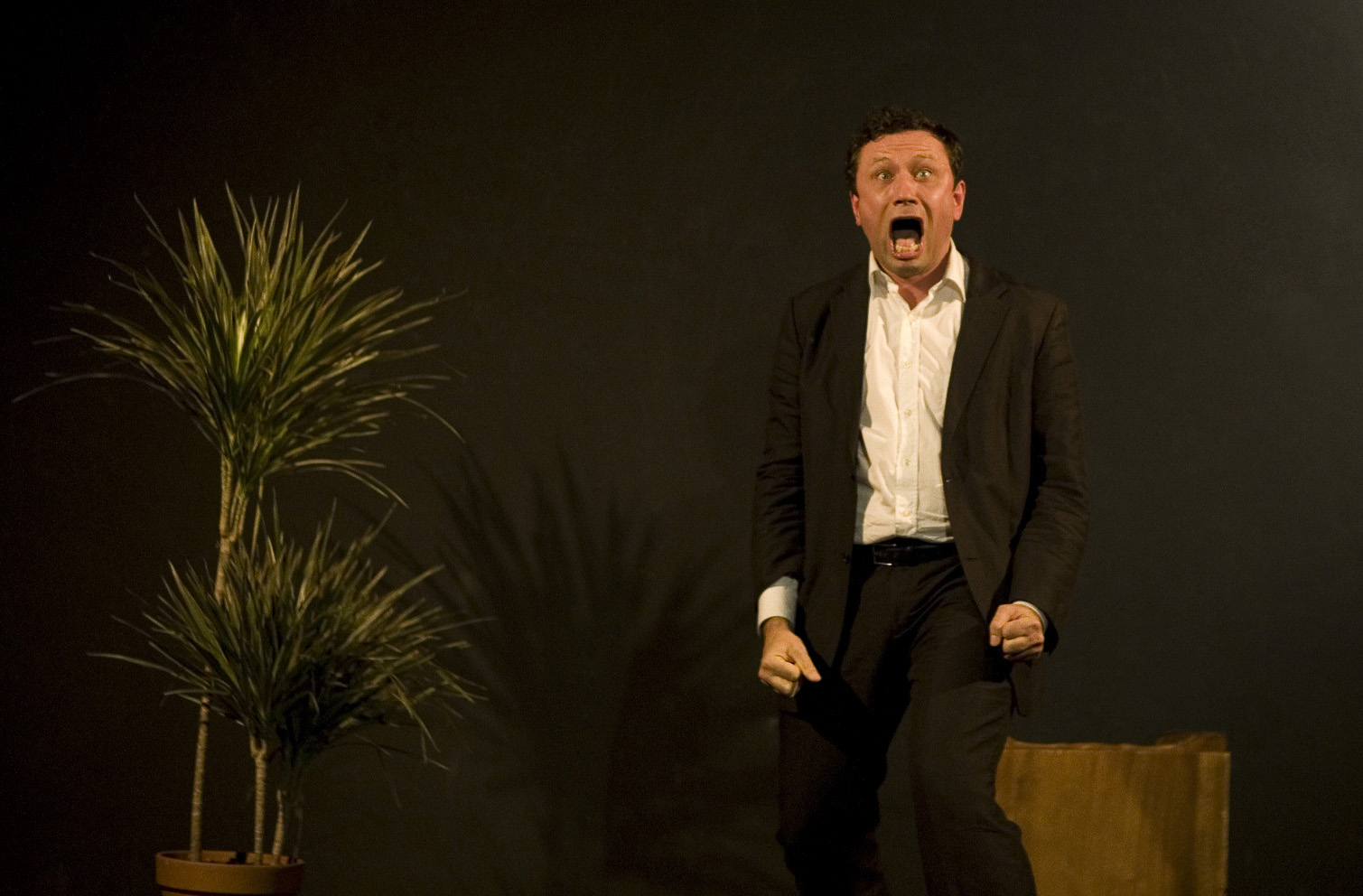
Damien Ricour sur scène en 2007.

Enfant non-désiré par son père, il passe les deux premières années de sa vie chez une nourrice, chez qui sa mère hospitalisée en psychiatrie vient le voir une fois par semaine.
Il monte sur scène pour la première fois à l'âge de huit ans. À quatorze ans, il est victime d'un accident de mobylette qui le plonge brièvement dans le coma. Cette expérience l'entraîne plus tard vers une déscolarisation puis la drogue. Après une année d'errance, il se convertit au christianisme et découvre sa vocation pour le théâtre, notamment grâce à un pasteur protestant.
Damien Ricour est formé à l'école internationale de théâtre Jacques Lecoq, à Paris,.
Au cours de sa vie active, il est confronté à une profonde dépression ayant nécessité son hospitalisation.

### Carrière
Il travaille avec des metteurs en scène tels qu'Ariane Mnouchkine, Habib Naghmouchin, Serge Poncelet, Philippe Ferran ou  Christiane Marchewska.
Au long de sa carrière, il a interprété de nombreux saints, tels que Charles de Foucauld, Pier-Giorgio Frassati et saint François d'Assise.

### Décès
Marié à Élisabeth et père de quatre enfants, Damien Ricour meurt le 30 décembre 2016, des suites d’un cancer. Sa maladie ne l'avait pas empêché de jouer malgré des métastases l'ayant privé d'un œil et s'attaquant à ses os,.

### Hommage
Le 13 janvier 2017 sort le documentaire Fais-moi vivre, durant 52 minutes, réalisé par Steven et Sabrina Gunnell, et relatant la vie de Damien Ricour. Une version "augmentée" à 89mn sort en 2019.
Par les même réalisateur, sort en 2020 sa dernière œuvre L'Homme Foudroyé adapté des écrits de Blaise Cendras.

## Réalisations

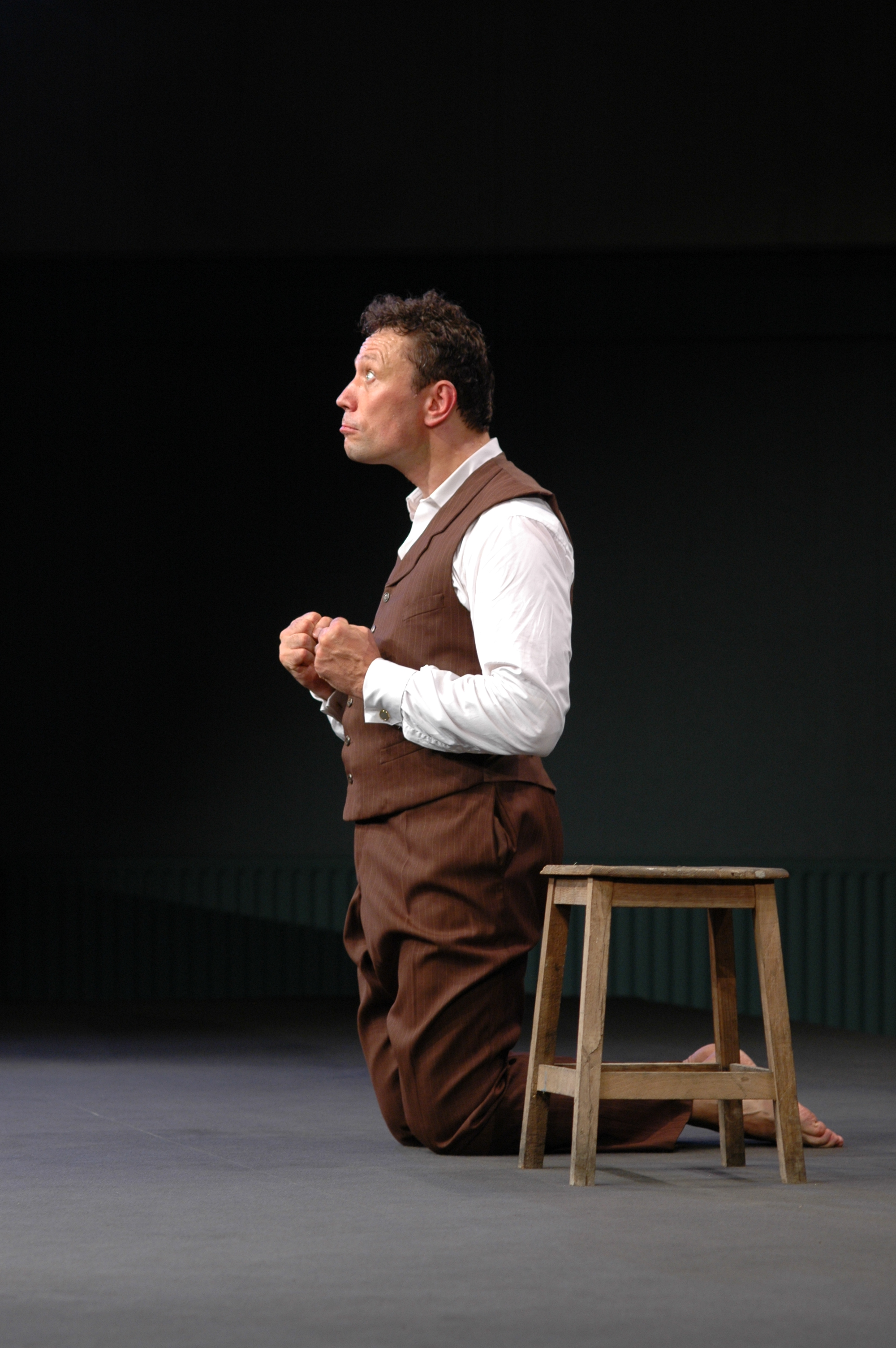
Damien Ricour sur scène en 2008.

### Œuvres jouées au sein d'une compagnie
- 1998 : Andromaque de Jean Racine, mise en scène de Frédéric Hamerlak (Pyrrhus) ;
- 1999 : Alexandre le Grand de Jean Racine, mise en scène de Patrice Le Cadre, (Alexandre) ;
- 1999 : Les Guerriers de Philippe Minyana, mise en scène de Marie Steen (Wolf) ;
- 1999 : La Double Inconstance de Marivaux, mise en scène de Gérard Malabat (Arlequin) ;
- 2003 : À quoi sert de gagner le monde de Fabrice Hadjadj, mise en scène de Michel-Olivier Michel (François Xavier) ;
- 2006 : En attendant Godot de Samuel Beckett, mise en scène de Lucie Gougat (Pozzo)[10] ;
- 2006 : La Mouette d'Anton Tchekhov, mise en scène par Sandrine Barciet ;
- 2007 : Pourquoi j'ai mangé mon père, adapté du roman éponyme de Roy Lewis par Patrick Laval[11],[12].

### Œuvres créées, mises en scènes et jouées seul
- 2003-2005 : Debout dans le vide, à l'Espace Georges Bernanos (Paris) et au Théâtre français (Rome) ;
- 2005 : Le monde de La Fontaine, adaptation des fables pour les écoles ;
- 2005 : Caravaggio solo, au Musée des Beaux-Arts de Chartres ;
- 2005-2006 : Le Grand retour de la petite Thérèse, à l'Espace Georges Bernanos (Paris)[10].
- 2015 : Charles de Foucauld, juillet, Chapelle de l'Oratoire, Avignon

## Filmographie
- 2017 : La Rébellion cachée de Daniel Rabourdin : Maximilien de Robespierre